# Aluminijev hidrid
Aluminijev hidrid, katerega kemijska formula je AlH3, je spojina vodika in aluminija. Uporablja se kot reducent. Nahaja se v obliki brezbarvne trdnine; molekule aluminijevega hidrida so povezane v polimerno verigo (AlH3)n. Monomerna oblika AlH3 ni obstojna. Slednjo so sicer izolirali pri nizki temperaturi  matriksu iz žlahtnega plina v trdnem stanju ter dokazali, da gre za planarno strukturo., dimer, Al2H6, so izolirali v trdnem vodiku ter ima sorodno strukturo kot diboran, B2H6, in digalan, Ga2H6.

## Zgodovina
Prva sinteza aluminijevega hidrida je bila izvedena leta 1947, leta 1999 pa je bil tudi uradno priznan kot patent številka 6228338.